# Lisa Matthews
Lisa Matthews, née le 24 septembre 1969 à Peoria (Illinois) est une modèle de charme américaine. 

## Biographie
Elle a une sœur et un jeune frère, Trenton. Son père avait une profession très itinérante, la famille ayant habité à de nombreux endroits : Peoria, dans l'Ohio, Chicago, en Géorgie, à Los Angeles, en Floride ... Elle a débuté dans le mannequinat à l'âge de 17 ans. Elle souhaitait devenir enseignante en histoire de l'art.
Lisa est choisie comme playmate de Playboy pour le mois d'avril 1990, deux mois après Pamela Anderson qui deviendra beaucoup plus célèbre. Les photos étaient prises par Arny Freytag. Elle est ensuite élue Playmate de l'Année en 1991 : les photos sont prises par Stephen Wayda, en particulier la couverture du magazine. Elle a reçu à cette occasion des cadeaux et un cachet de 100.000 dollars. En revanche, et contrairement à la pratique habituelle en faveur des Playmates de l'Année, il semble possible qu'elle n'ait pas reçu une automobile de luxe, ou du moins on n'en retrouve pas de témoignage. Lors de son élection comme Playmate de l'Année, elle a pu faire visiter à son jeune frère qui avait 14 ans le Manoir Playboy de Los Angeles : celui-ci avait beaucoup apprécié !
Lisa a été une des principales participantes à l' « Opération Playmate » qui consistait à envoyer du courrier aux troupes impliquées dans l'Opération Tempête du désert pour soutenir leur moral pendant la Guerre du Golfe.
Vivant sur la côte est des Etats-Unis, elle s'est occupée de spectacles équestres, a beaucoup voyagé en particulier avec le producteur Joel Silver qu'elle fréquentait.
En 2017, Playboy a présenté sept reconstitutions de couvertures du passé en faisant à nouveau poser, dans la même position et le même environnement, les playmates de l'époque, précisément Kimberley Conrad (Juillet 1988), PMOY 1989), ainsi que Charlotte Kemp (Décembre 1982), Cathy St. George (Août 1982), Monique St. Pierre (Novembre 1978, PMOY 1979), Renée Tenison (Novembre 1989, PMOY 1990), Candace Collins (Décembre 1979), et Lisa Matthews